# Josef Zadina (fotbalista)
Josef Zadina (* 16. prosince 1942) je bývalý český fotbalový trenér. Podílel se na jediném titulu pražských Bohemians v ročníku 1982/83.

## Trenérská kariéra
V 70. letech 20. století působil v pražské Čafce.
V československé lize začínal jako asistent Tomáše Pospíchala v TJ Bohemians ČKD Praha. Tamtéž později působil jako hlavní trenér (srpen–listopad 1978, leden–březen 1979 společně s Josefem Ledeckým, duben 1981, srpen–září 1982, listopad–prosinec 1982, duben–květen 1983 a červenec–prosinec 1988).
V sezoně 1984/85 vedl druholigový Sklo Union Teplice. V ročníku 1985/86 vyhrál s kyperským Apollonem Limassol Kyperský fotbalový pohár a v kyperské lize se s ním umístil na bronzové příčce.
Působil také ve Slavii Praha (v sezoně 1983/84 byli společně s Miroslavem Starým asistenty Milana Máčaly) a v Benešově.